# Херсонесский маяк
Херсонесский маяк — действующий маяк на мысе Херсонес полуострова Крым. Административно относится к городу Севастополю и расположен в самой западной его точке.

## Описание
Железобетонная башня маяка, высотой 36 м, облицована белым инкерманским камнем. Дальность действия маяка 16 миль. Цвет огня — белый. Мощность лампы — 1 КВт. На маяке также установлен радиомаяк КРМ-30, который обеспечивает дальность действия свыше 150 миль. В ночное время здание маяка дополнительно подсвечивается с трёх сторон.

## История
Херсонесский маяк построен в 1816 году. В тот же год был построен маяк-близнец по тому же проекту — Тарханкутский маяк. В годы Великой Отечественной войны у маяка погибли последние участники обороны Севастополя. До последних дней обороны маяк указывал путь советским кораблям и судам в город. Здесь же, у маяка, закончилась Крымская наступательная операция. В годы войны башня маяка была разрушена и восстановлена в 1950—1951 годах.

## Галерея

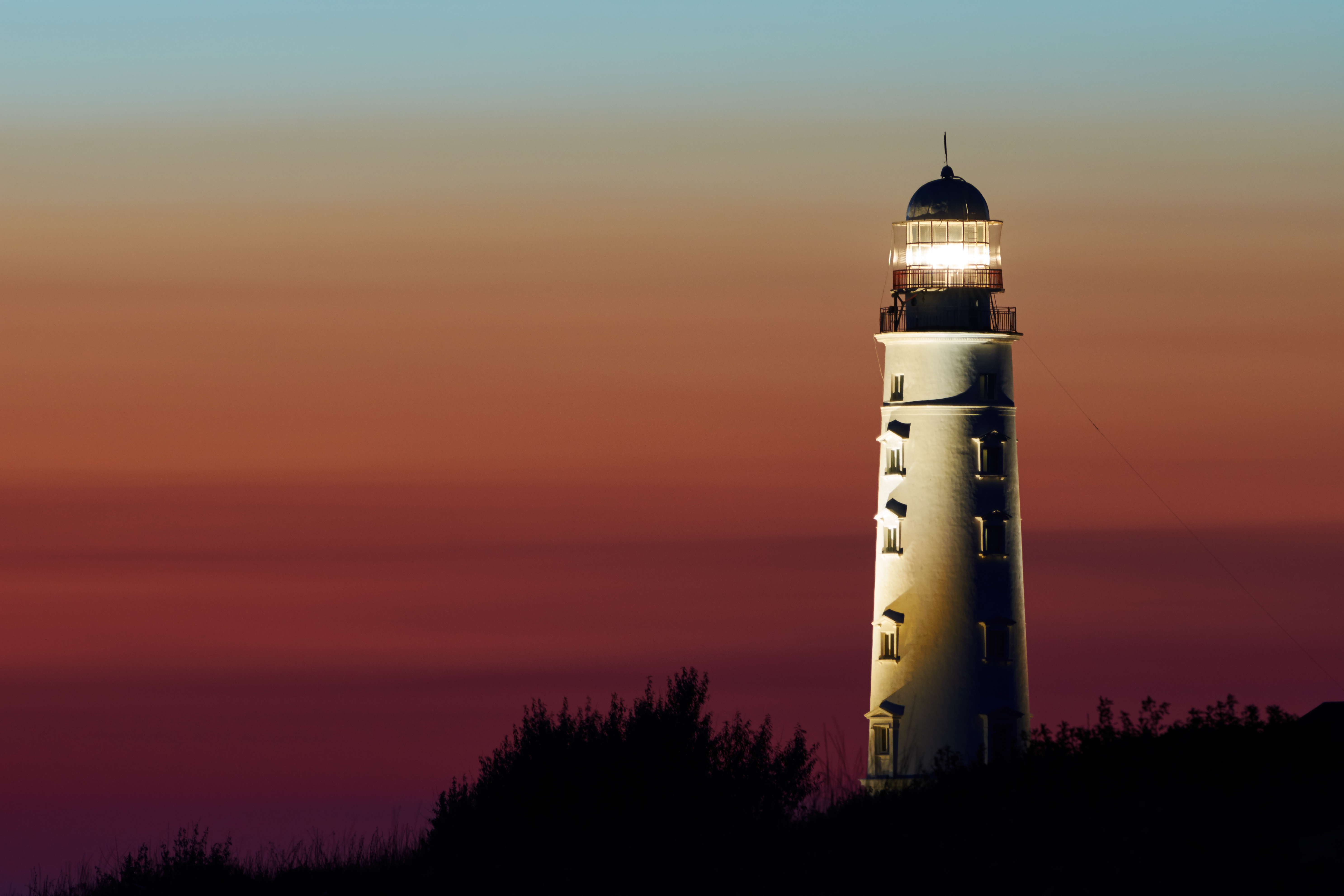
Херсонесский маяк, 2017
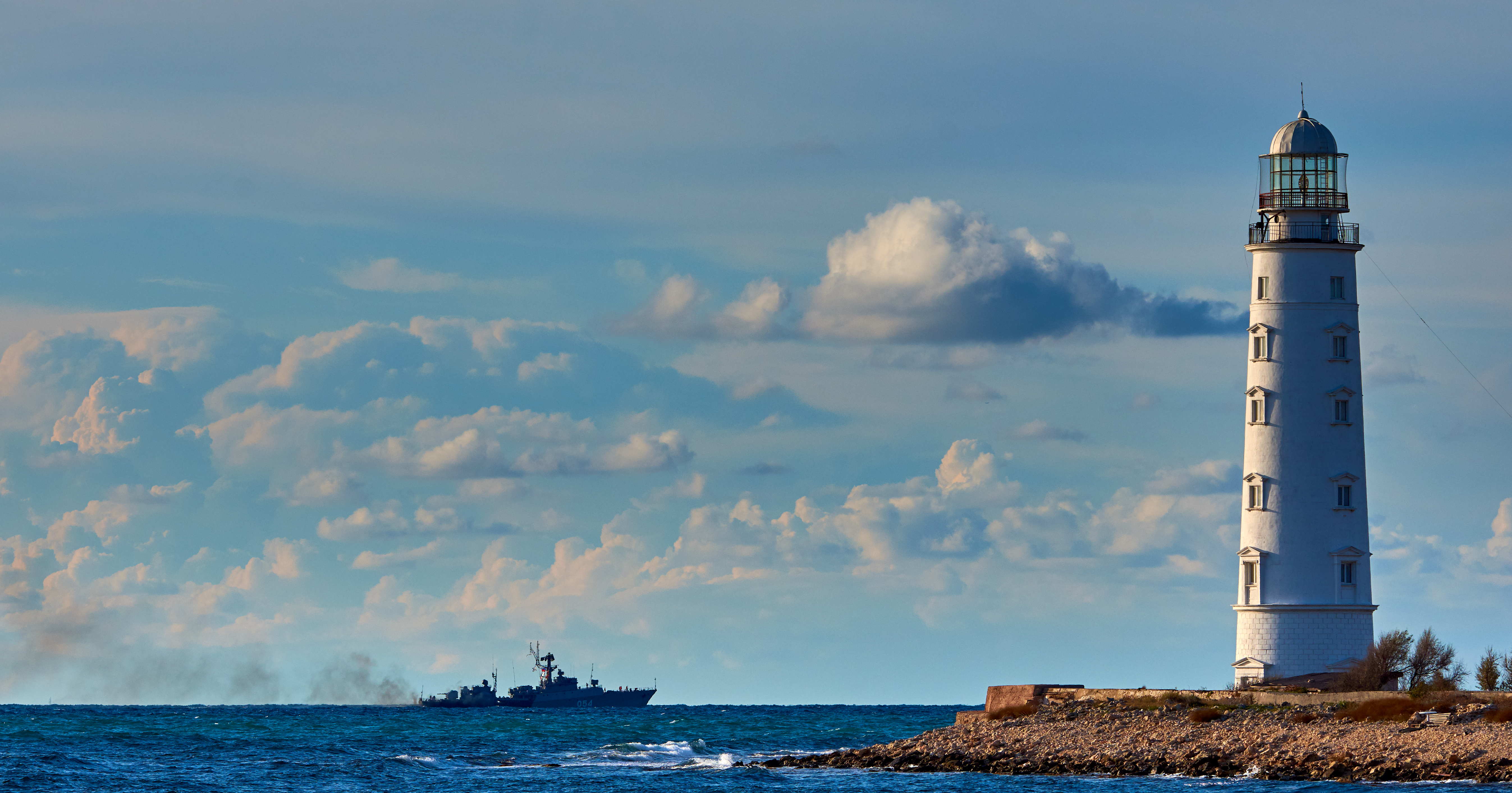
Херсонесский маяк, 2017
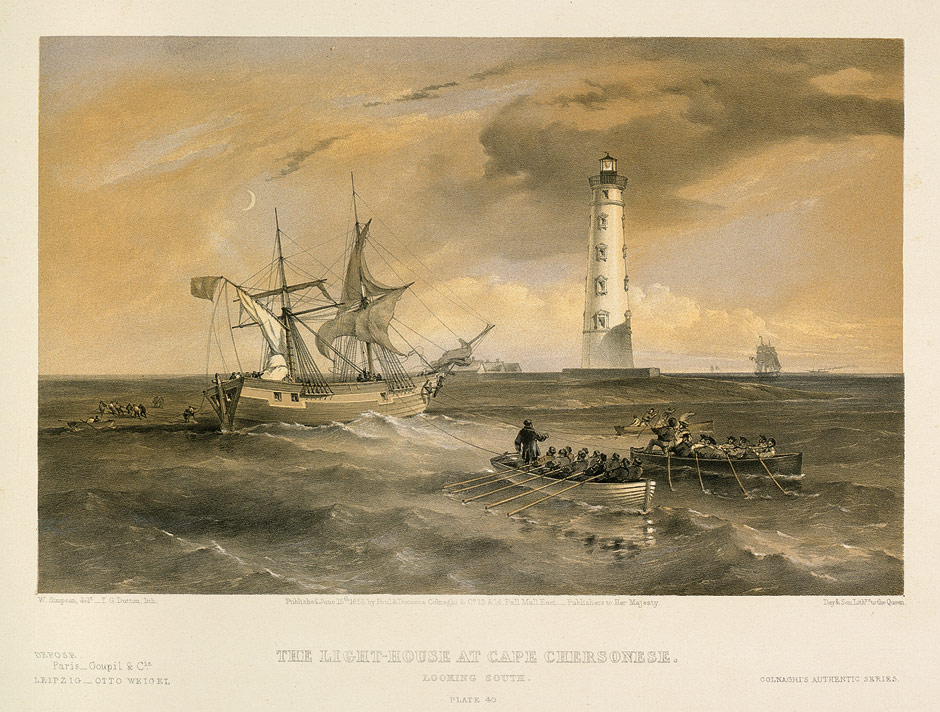
Уильям Симпсон Маяк на мысе Херсонес, вид с юга.  1855 год.
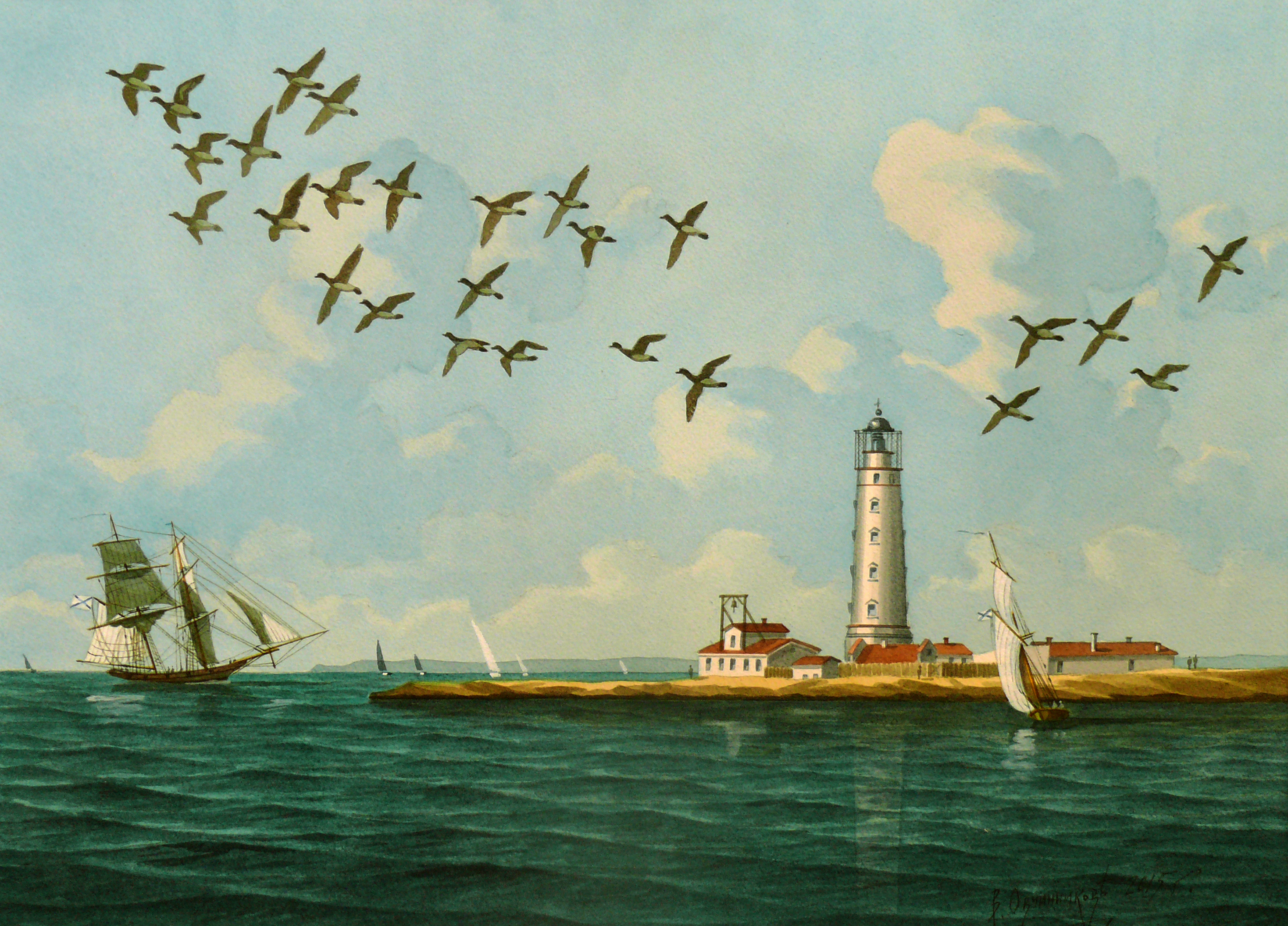
В. И. Овчинников «Маяк Херсонесский»
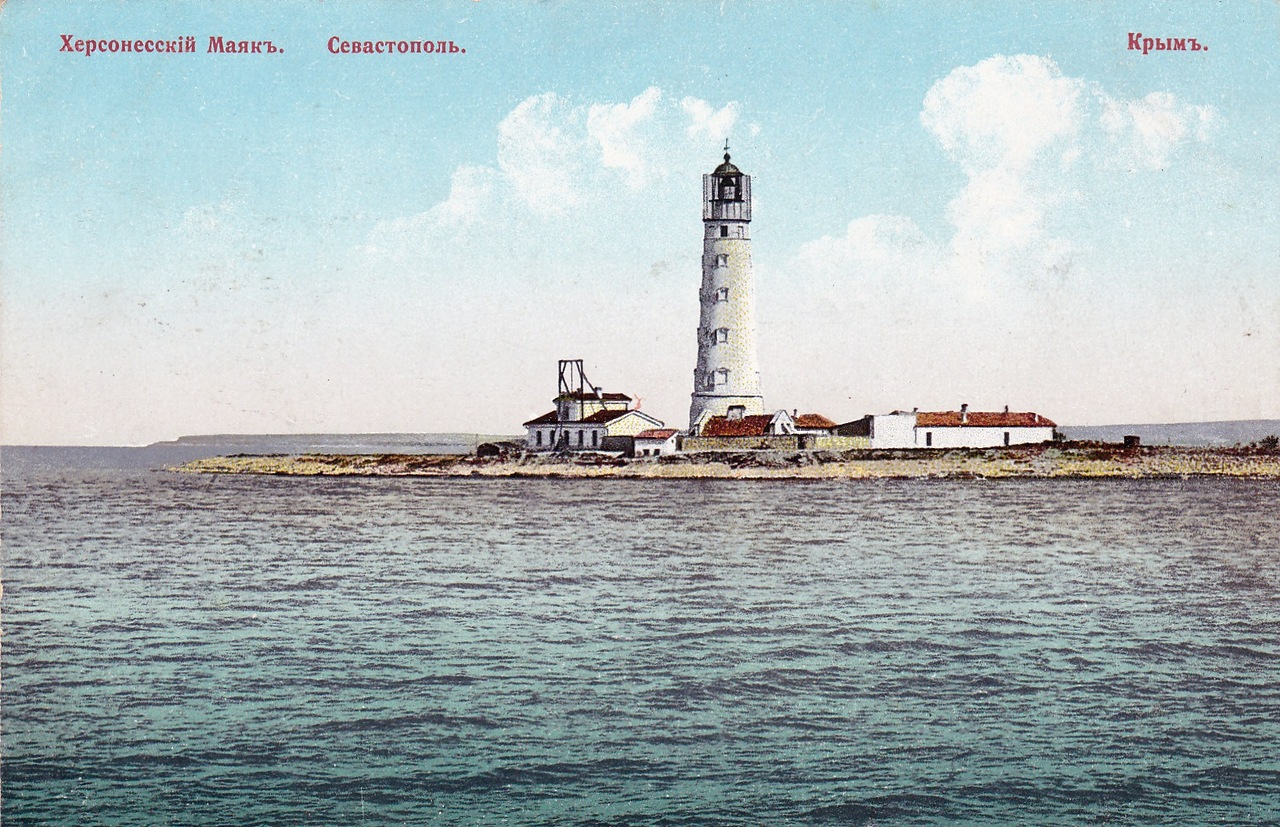
Маяк на дореволюционной открытке.
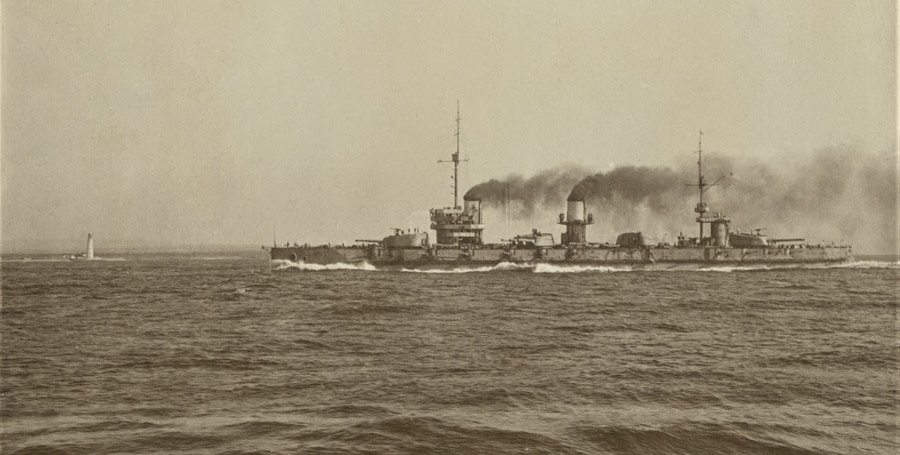
Линейный корабль "Императрица Мария" у Херсонесского маяка, 1915-1916 годы
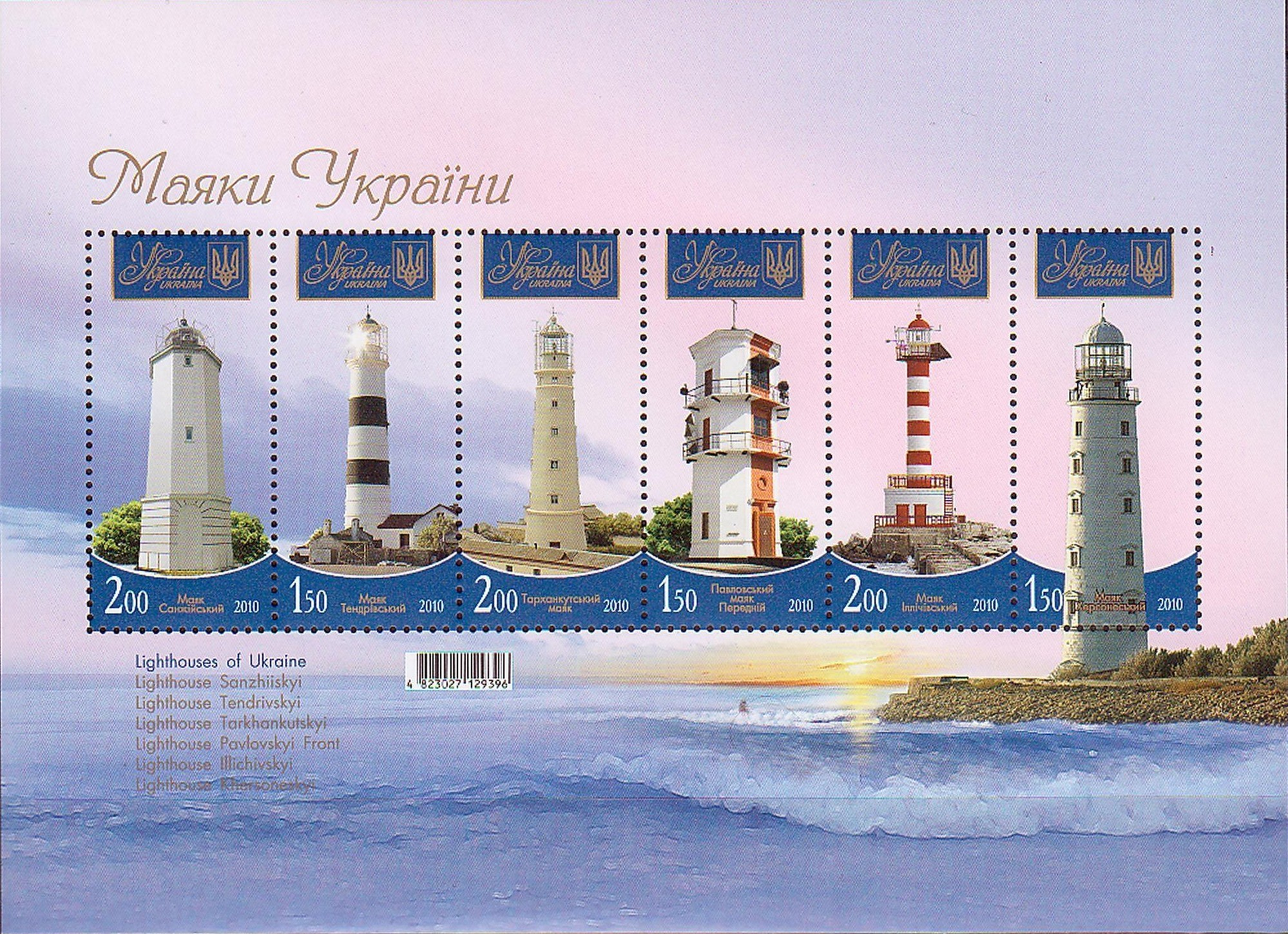
Современный маяк на блоке почтовых марок Украины.